# Schnittlinger Loch
Das Schnittlinger Loch ist eine Schlucht im Landkreis Roth in Bayern. Es ist als Naturdenkmal erfasst und vom Bayerischen Landesamt für Umwelt als Geotop 576R002 ausgewiesen. Siehe hierzu auch die Liste der Geotope im Landkreis Roth. 
Es liegt im Spalter Hügelland in einem Wald 3 km westlich der Stadt Spalt, ca. 100 m südöstlich der Kreisstraße RH 6 von Fünfbronn nach Schnittling. Von einem Wandererparkplatz aus ist es über einen steilen Weg (Treppenstufen) erreichbar. 
Das Loch ist entstanden durch Unterwaschungen und Unterspülungen des oberen Burgsandsteins (Mittlerer Sandstein-Keuper, Nor). Die Halbhöhlen und Felsabstürze mit einer Höhe von bis zu 15 m erstrecken sich über eine Länge von etwa 50 m. Neben sichtbaren Sedimentstrukturen gibt es eine Reihe von Einritzungen im Sandstein. Der Sandstein ist meist sehr grobkörnig, die Einzelgerölle aus Quarz messen bis 4 cm. Der im Loch entspringende Hatzelbach mündet in Spalt von rechts in die Fränkische Rezat.
Gegenüber dem Wandererparkplatz an der Straße zwischen Fünfbronn und Schnittling steht ein weiteres imposantes Naturdenkmal, die Schnittlinger Eiche, ein solitär stehender Baum, der den Charakter einer Tausendjährigen hat. Das wahre Alter der Eiche dürfte nach verschiedenen Angaben zwischen 300 und 450 Jahren liegen.
Nicht weit entfernt liegt das Zigeunerloch, ein höhlenartiger geologischer Aufschluss ähnlich dem Schnittlinger Loch. Nach Angaben der Fünfbronner Pfarrbeschreibung von 1838 diente dieser wildromantische Ort während des Dreißigjährigen Krieges als Zuflucht für die Bevölkerung des Dorfes. In späterer Zeit wurde er als Versteck für Diebsgesindel und Zigeuner beschrieben, die sich dort dem Zugriff der Gendarmerie zu entziehen versuchten. 
Die Fünfbronner nennen das Schnittlinger Loch „Fuchsbau“. Das Zigeunerloch liegt in einer kleineren Schlucht näher am Dorf.